# Escuela mallorquina (movimiento literario)
Escuela Mallorquina es el nombre que se le da al grupo de poetas españoles, sobre todo a los integrantes del grupo de la revista La nostra terra, de la primera mitad del siglo XX y los primeros años de posguerra en la isla de Mallorca. Esta escuela seguía el precedente marcado por Josep Lluís Pons i Gallarza, la característica principal sería la raíz clásica y el rigor académico en la forma, la temática sy el tono expresivo, estas dos últimas características la acercan al noucentisme.

## La Escuela Mallorquina
El año 1906 aparece la revista Mitjorn, que dejará de publicarse al año siguiente. Mitjorn se puede considerar la primera señal de identidad de una nueva promoción de escritores que se designan bajo el término Escuela Mallorquina. Esta denominación ha sido objeto de definiciones diversas: unos la entienden en el sentido amplio, como la aportación de escritores mallorquines a la literatura catalana, por la cual cosa la hacen nacer en la Renaixença y la prolongan hasta la posguerra, cuando el término cae en desuso; otros, en cambio, consideran que se trata de una corriente muy concreta, que abasta sobre todo el género poético y recoge la aportación de dos generaciones de escritores, la de 1906 y la de 1917. Normalmente se suele utilizar más en ese segundo sentido, más restrictivo, que parece haberse consolidado con la tradición.
Así, llamamos Escuela Mallorquina al grupo de escritores encabezados por Miguel Costa y Llobera que asumen los ideales de la Renaixença en las Islas Baleares. La tendencia clasicizante de este movimiento influirá notoriamente en el noucentisme. Además de Joan Alcover, son continuadores de esta escuela poética en la primera mitad del siglo XX Maria Antònia Salvà, Llorenç Riber y Miquel Ferrà. El órgano de difusión literaria de este grupo fue la revista La Nostra Terra.

## Características
En cuanto a las características, estas son muy similares a las del noucentisme; pero hay una diferencia esencial a remarcar. El noucentisme es el resultado de una conjuntara política y social (la ascensión al poder del catalanismo burgués), que permite la colaboración de los poderes políticos con los intelectuales catalanistas, a diferencia de la etapa modernista en que predominaba una actitud individualista y anárquica de los escritores.
Pero la situación política de las Baleares era muy diferente a la catalana, cosa que hizo absolutamente inviable una actuación cultural como la que en ese momento tuvo lugar en el Principado. En las islas no se produce un fenómeno como la Liga Regionalista, ni hay ninguna institución autonómica como la Mancomunidad. Todo lo contrario, los primeros decenios del siglo XX siguen con una situación caracterizada por el centralismo, el provincialismo y por la continuidad del sucursalismo heredado de los siglos anteriores.
En esto, por tanto, noucentisme y Escuela Mallorquina son absolutamente diferentes, por no dir opuestas, ya que son resultado de dos contextos que no tienen nada en común, la cual cosa no significa que, en cuanto a las ideas estéticas, no haya unas coincidencias que lleven a unos resultados parecidos.
Se siguen todos los modelos literarios de carácter clásico o clasicista, y también autores románticos franceses.
- Se crea una poesía con miramientos formales, con una forma pulcra y rigurosa. Encontramos versos medidos y con gran musicalidad.
- Hay una oposición frontal a la teoría espontánea de Maragall
- Lenguaje depurado y elevado.
- Se presentan composiciones con trasfondos mediterráneos, y marcados por el humanismo clásico.
- Situada en paisajes que quieren ser un canto a la naturaleza.
- Contención de los sentimientos.
- Josep M. Llompart utiliza las siguientes palabras para definir el movimiento: Insularidad, fidelidad, idealismo formalismo, paisajista y humanismo.

## Autores y grupos
Los principales autores a destacar son dos: Miguel Costa y Llobera y Joan Alcover i Maspons, iniciadores del movimiento y máximos exponentes de este. 
El resto de escritores han sido divididos históricamente en dos generaciones: 
- La primera generación está integrada por Miquel dels Sants Oliver (1864-1920), Emília Sureda i Bimet (1865-1904), Maria Antònia Salvà i Ripoll (1869-1958), Llorenç Riber i Campins (1881-1958) y Miquel Ferrà i Juan (1885-1947).
- La segunda generación está integrada por Miguel Forteza Piña (1888-1969), Guillem Colom i Ferrà (1890-1979), Andreu Caimari i Noguera (1893-1978), Joan Pons Marquès (1894-1971), Bartomeu Guasp i Gelabert (1893-1976), Miquel Colom i Mateu (1900-1999) y Miquel Gayà Sitjar (1917-1998).

## Noucentismey Escuela Mallorquina
A principios de siglo, Josep Carner viajó a Mallorca, donde se relacionó con los escritores de la Escuela y produjo un gran interés. Desde ese instante, Carner se vio influido decisivamente por el clasicismo de Miquel Costa i Llobera, y se convirtió en el portavoz más activo de los escritores mallorquines en Cataluña, vinculándolos al noucentisme recién aparecido por evidentes afinidades estéticas (el clasicismo mediterranista) e ideológicas (un acentuado conservadurismo). Lo introdujo en Cataluña, y así fue elevado a la categoría de símbolo de toda una generación. 

## Pioneros de la Escuela Mallorquina

### Miquel Costa i Llobera

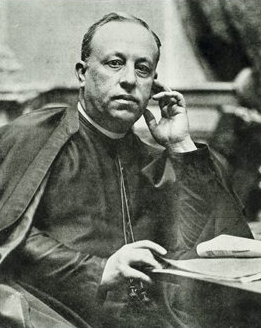

Nació en Pollensa en 1854. Hijo de una familia acomodada de propietarios rurales, estudió el bachillerato en la ciudad de Palma y fue discípulo de Josep Lluís Pons i Gallarza. Durante los años 1872 a 1875 estudió derecho en Barcelona. En 1883 se le despierta la vocación religiosa y se fue a estudiar a la Universidad Georgiana de Roma, donde se ordena sacerdote el año 1888. En el siglo XIX alterna la escritura de poesía en castellano y en catalán, y se decanta definitivamente por esta última. En 1902 obtuvo el título de "Mestre en Gai Saber" y en 1906 presidió los Juegos Florales de Barcelona. Josep Carner y Guerau de Liost, en un homenaje que se le hizo en el Ateneo Barcelonés le reconocieron como maestro. El año 1907 peregrinó a Tierra Santa, y plasmó sus impresiones en su libro Visions de Palestina (1908). Murió mientras predicaba en una iglesia de Palma el año 1922.

### Joan Alcover
Hijo de padre mallorquín y madre catalana, estudió en el Instituto Balear, y posteriormente se fue a Barcelona a estudiar derecho. Siguió un camino paralelo al de Antonio Maura, militando en el Partido Conservador; será diputado en las Cortes en 1893, pero se desengañará de la clase política española, distanciándose de ella y acercándose a la Liga Regionalista. Ejerció de abogado en la Audiencia Provincial y en 1911 será Magistrado.
En 1880 se casará con la catalana Rosa Pujol, con quien tuvo tres hijos (Pere, Teresa y Gaietà). Su mujer murió de parálisis cerebral en 1887 y se volvió a casar con María de Haro en 1891, con quien tuvo dos hijos (Maria y Pau). En 1901 murió su hija Teresa de tuberculosis, en 1905 su hijo Pere de tifus, y el 6 de marzo de 1919 murieron Gaietà en Barcelona y María en Mallorca, de gripe. Este cúmulo de tragedias familiares incide en el sentido cada vez más personal e íntimo que adopta su creación poética..